# 만프레트 아이겐
만프레트 아이겐(독일어: Manfred Eigen, 1927년 5월 9일 ~ 2019년 2월 6일)은 독일의 생물리학자이다.

## 인물
괴팅겐 대학교에서 화학 박사 학위를 받았으며 독일 괴팅겐의 막스 플랑크 생물리학 연구소의 소장을 지냈다. 1967년에는 매우 짧은 간격의 에너지 펄스로 유도된 극히 빠른 화학 반응에 대한 연구에 대한 공로를 인정받아 로널드 조지 레이퍼드 노리시, 조지 포터와 함께 노벨 화학상을 수상했다. 1973년에는 영국 왕립학회 외국인 회원으로 선출되었다.